# جايسون مارتن (رسام)
جايسون مارتن (بالإنجليزية: Jason Martin)‏ هو رسام بريطاني، ولد في 1970 في جيرزي.